# Медаль «За відвагу» (Вірменія)
Медаль «За відвагу» (вірм. Արիության մեդալ) — державна нагорода Республіки Вірменії. Заснована 26 липня 1993 року.

## Підстави нагородження
Нагородження медаллю «За відвагу» проводиться за особисту хоробрість, проявлену під час захисту Батьківщини, охороні громадського порядку, а також рятувальних роботах, виконання службового та громадянського обов'язку в загрозливих для безпеки життя умовах.

## Нагороджувані
Медаллю «За відвагу» нагороджуються службовці Збройних Сил, Міністерства внутрішніх справ, державних управлінь з національної безпеки та з надзвичайних ситуацій, Митного управління Республіки Вірменії, а також інші особи.

## Процедура нагородження
Клопотання про нагородження медаллю «За відвагу» ініціюється міністерствами і відомствами Республіки Вірменії.
Медаллю «За відвагу» нагороджує Президент Вірменії, видаючи про це укази.
Медаллю «За відвагу» нагороджуються громадяни Республіки Вірменії, іноземні громадяни та особи без громадянства.
Президент, Віце-президент Вірменії, депутати Верховної Ради та місцевих Рад Республіки Вірменії не можуть нагороджуватися державними нагородами Республіки Вірменія, в тому числі й медаллю «За відвагу».
Повторне нагородження медаллю «За відвагу» не проводиться.
Нагородження медаллю «За відвагу» може проводитися також посмертно. В цьому випадку медаль разом з посвідченням вручається сім'ї нагородженого.

## Черговість
Медаль «За відвагу» носиться на лівій стороні грудей, а в разі наявності орденів — після них.